# Port de Castelló de la Plana
El port de Castelló de la Plana és un port marítim industrial i pesquer situat a la costa del municipi homònim.
El port pesquer compta amb 150 vaixells, la meitat d'arrossegament i 1.300 homes dedicats a la pesca. Disposa d'instal·lacions pròpies, dàrsena i molls. Sobretot, exporta la producció a Barcelona, València i Madrid. També compta amb indústria conservera.
Conté, a més, una marina per a la pràctica d'esports nàutics. Se situa a uns pocs quilòmetres de la ciutat, al barri del Grau.